# Herminio Castellá
Herminio Castellá (El Arbolito, Colón, Buenos Aires, 15 de septiembre de 1923  San Martín, GBA; 17 de febrero de 1994) fue un investigador argentino, creador de la teoría terapéutica "Programa de Vida", entre sus múltiples aportes a la sociedad.
El Programa de Vida consiste en un patrón de respuestas que la mujer, cuando concibe, genera e impronta inconscientemente en sí misma, para luego transmitírselo a su hijo, durante toda la crianza y así ayudarlo a desarrollarse mejor en el mundo en que le toque vivir.

## Biografía
Nace el 15 de septiembre de 1923 en El Arbolito, Partido de Colón al noroeste de la provincia de Buenos Aires, Argentina; y fallece el 17 de febrero de 1994 a los 70 años de edad en San Martín, GBA. Se recibe de médico clínico a sus 33 años en 1956. En 1956 se casa con su única mujer, María Rosa con quién tiene dos hijos: Gabriel en 1959 y Eduardo en 1960. Perfecciona sus estudios en los temas de psicoterapia, ontoanálisis, logoterapia, hipnosis, filosofía, mitología, religión y parapsicología. Desde 1959 hasta su muerte dedicó parte de su vida a dar conferencias al público en general con el objetivo de difundir su teoría y ayudar a que la gente se cure.

## Programa de vida
Teoría terapéutica creada por el Dr. Herminio Castellá, también conocida con el nombre de "Plan de vida". Es un programa que la mujer hace en el momento de la concepción de su hijo y se genera en ella de acuerdo a cómo vive la concepción, el entorno y a la historia que trae; es inconsciente y sólo se descubre por sus consecuencias. La mujer impronta este programa en sí misma y luego lo transmite telepáticamente al hijo desde la concepción hasta que éste se ha hecho grande. Este programa establece cómo y cuánto vivir. Es asimilable a lo que la gente llama "el destino". Cuando alguien muere y decimos:"le llegó la hora" es que realmente le llegó.[cita requerida]